# Alfred Dockery
Alfred Dockery (* 11. Dezember 1797 bei Rockingham, Richmond County, North Carolina; † 7. Dezember 1875 ebenda) war ein US-amerikanischer Politiker. Zwischen 1847 und 1853 vertrat er zwei Mal den Bundesstaat North Carolina im US-Repräsentantenhaus.

## Werdegang
Alfred Dockery war der Vater des späteren Kongressabgeordneten Oliver H. Dockery (1830–1906). Er besuchte die öffentlichen Schulen seiner Heimat und war danach als Pflanzer tätig. Gleichzeitig begann er eine politische Laufbahn. Im Jahr 1822 wurde er in das Repräsentantenhaus von North Carolina gewählt. 1835 war er Delegierter auf einer Versammlung zur Überarbeitung der Staatsverfassung. Seit Mitte der 1830er Jahre war Dockery Mitglied der Whig Party. Zwischen 1836 und 1844 gehörte er dem Senat von North Carolina an.
Bei den Kongresswahlen des Jahres 1844 wurde er im vierten Wahlbezirk von North Carolina in das US-Repräsentantenhaus in Washington, D.C. gewählt, wo er am 4. März 1845 die Nachfolge von Edmund Deberry antrat. Da er im Jahr 1846 auf eine weitere Kandidatur verzichtete, konnte er bis zum 3. März 1847 zunächst nur eine Legislaturperiode im Kongress absolvieren. Diese war von den Ereignissen des Mexikanisch-Amerikanischen Krieges geprägt.
Bei den Wahlen des Jahres 1850 wurde Dockery im dritten Distrikt von North Carolina wieder als Nachfolger von Deberry, der zuvor ebenfalls in diesen Bezirk gewechselt war, in den Kongress gewählt. Bis zum 3. März 1853 konnte er dort eine weitere Amtszeit verbringen. Im Jahr 1854 kandidierte Dockery für das Amt des Gouverneurs von North Carolina, doch er unterlag dem Demokraten Thomas Bragg knapp mit 49:51 Prozent der Stimmen. 1861, zu Beginn des Bürgerkrieges, wurde Dockery Brigadegeneral der Miliz von Tennessee, die zusammen mit der Armee der Konföderation operierte.
Nach dem Krieg war er in North Carolina an der Gründung der Republikanischen Partei beteiligt. Im Jahr 1866 bewarb er sich nochmals um den Gouverneursposten, war aber gegen Amtsinhaber Jonathan Worth ohne Chance. Danach betätigte er sich wieder als Pflanzer. Alfred Dockery starb am 7. Dezember 1875 auf seinem Anwesen nahe Rockingham.